# الاغتصاب في أفغانستان
يعتبر الاغتصاب قضية ذات أهمية في أفغانستان، وهو جريمة يمكن اتخاذ إجراءات التقاضي داخل الدولة. ففي الدين الإسلامي، الاعتداء الجنسي يعتبر اعتداء على القانون الاخلاقي والإلهي. ويعتبر الاغتصاب جريمة شنعاء في الدين الإسلامي. وانتقد عدداً من منظمات حقوق الإنسان قوانين الدولة ضد الاغتصاب وإجراءات تنفيذه.

## تعريف
الاغتصاب هو اعتداء جنسي يضم الجماع أو أشكال أخرى من مرتكبي الإيلاج الجنسي ضد شخصًا بدون الحصول على موافقة الشخص. وقد ينفذ هذا العمل عن طريق القوة الجسدية، أو الإكراه، أو سوء استغلال المنصب أو ضد شخصًا غير قادر بإعطاء موافقة صريحة. بالإضافة إلى ذلك، يمكن أن يكون الشخص غير واع، أو عاجز، أو لديه إعاقة ذهنية أو تحت سن الرشد القانوني. ويستخدم مصطلح الاغتصاب أحيانا بشكل تبادلي مع مصطلح الاعتداء الجنسي.

## الانتشار
لم يتم الإبلاغ عن حالات الاغتصاب في أفغانستان بشكل موسع. ففي كثير من الحالات، يتم معاقبة الضحية في إطار الشريعة الإسلامية.  ووفقًا للجنة الأفغانية المستقلة لحقوق الإنسان، فإن العنف ضد النساء وصل إلى معدلات العالمية في عام 2013. فالمرأة تحترم من أجل عذرايتها، ومن النادر للرجل أن يتزوج مغتصبة. وحتى إذا حدث حمل، من غير العادة أن يتزوجها المعتدي. حيث تعاقب المرأة لكونها «غير شريفة». وتعامل المؤسسات تلك الحالات كزنا. حتى إذا لم تعاقب المرأة، ما زالت تعاني النبذ من المجتمع وتلقب ب«امرأة ليس لديها شرف» بالباشتو badnaam، بينما لا ينظر للمعتدي على أنه شخص عديم الشرف.

## القانون الأفغاني
يرأس أشرف غني حالياً دولة أفغانستان، ولا توجد في هذه الدولة في الوقت الحاضر أية قوانين تحمي ضحايا الاغتصاب بشكلٍ مباشر، ولكنَّ الحال كانت مختلفة تماماً تحت الحكم الرئيس حامد كرزاي، فقد تقدَّم صندوق الأمم المتحدة الإنمائي للمرأة ومنظمة حلف شمال الأطلسي والعديد من الدول والهيئات الأخرى بتقارير تعبِّر عن قلقها من الطبيعة الظالمة لقانون الأسرة الشيعيَّة الصادر في عام 2009، والذي يسلب المرأة الشيعيَّة العديد من حقوقها وينص على أنَّها يجب أن تخضع لمطالب الزوج، بل ويحدِّد أيضاً أنَّها يجب أن تمارس الجنس مع زوجها مرة واحدة على الأقل كل أربعة أيام إلَّا في حالة المرض، هذا القانون كان يسري فقط على النساء الشيعيات اللواتي يبلغ عددهنَّ 6 ملايين امرأة، وكانت الحجة المؤيِّدة لهذا القانون هي الأعراف والتقاليد الدينيَّة والاجتماعيَّة، تحت ضغط النخبة السياسيَّة المحافظة في أفغانستان ما زالت المحاكم الأفغانيَّة تتخذ إجراءات تنتقص من حقوق المرأة أو تحد منها.

## الإحصاءات المتوافرة
يعتبر الاغتصاب في أفغانستان جريمة يمكن ملاحقتها قضائياً، ومع ذلك فمن النادر جداً أن يتم الإبلاغ عنها بسبب المخاطر والعواقب الكبيرة التي قد تواجهها المرأة في حال فعلت ذلك، بالإضافة لذلك يواجه ضحايا الاغتصاب في هذه البلاد خطر مضاعفة التعرُّض للعنف، فمن جهة يمكن أن يصبحن ضحايا لجرائم الشرف التي ترتكبها عائلاتهنُّ ومن جهة أخرى قد يقعن ضحايا للقوانين السائدة، بالإضافة لتأثر وضعهن الاجتماعي والعائلي بذلك ، في بعض الحالات أيضاً يمكن أن توجَّه لهنَّ تهمة الزنا وهي الجريمة التي قد يعاقب عليها بالإعدام في أفغانستان، أو قد تجبرهنَّ عائلاتهنَّ على الزواج من المغتصب وخصوصاً إذا أصبحت المرأة حاملاً.
في أجزاء كبيرة من الشرق الأوسط – بما في ذلك أفغانستان – تكون وصمة العار التي تصيب ضحايا الاغتصاب أكبر من تلك التي قد تلحق بالمغتصبين أنفسهم، وكثيراً ما تعاقب النساء اللواتي يتعرضن للاغتصاب في حين أنَّ الرجال المغتصبين نادراً ما يواجهون عقوبة السجن، وغالباً ما تعاقب النساء في هذه الحالة بتهمة الزنا، والزنا هو جريمة في الشريعة الإسلاميَّة لها علاقة بالجماع الجنسي غير الشرعي، وغالباً ما يتمُّ إقناع النساء بالزواج من المغتصبين على أمل استعادة شرف العائلة، وفي هذه الحالة يتمكَّن المغتصب من تجنُّب التهم الموجَّهة إليه، كلُّ ذلك يجعل المرأة الضحيَّة في وضع أخطر وأكثر تعقيداً من الرجل المغتصب.
في عام 2013 حدثت قصة من هذا القبيل في أفغانستان أثارت ضجَّة دوليَّة، عندما سُجنت امرأة تعرَّضت للاغتصاب بتهمة الزنا وأنجبت طفلها في السجن، ثم عفا عنها الرئيس الأفغاني حامد كرزاي لاحقاً، ولكنَّها اضطرت للزواج بالشخص الذي اغتصبها تحت وطأة الضغوط الاجتماعيَّة والعائليَّة، في عام 2012 سُجِّلت 240 حالة من جرائم الشرف في أفغانستان و160 حالة اغتصاب، ولكنَّ عدد حالات الاغتصاب والقتل بدافع الشرف أعلى من ذلك بكثير وقد لا يتمُّ الإبلاغ عنها دائماً وخصوصاً في المناطق الريفيَّة، فمثلاً في عام 2013 في غرنة الشرقيَّة هاجم رجل امرأة وحاول اغتصابها ونتيجةً لذلك قتل أقارب المرأة كلاً من المرأة والرجل في جريمة شرف، في كثيرٍ من الحالات في أفغانستان يتمُّ الخلط بين الاغتصاب والزنا وقضايا مشابهة، حتى أنَّ وجود المرأة والرجل لوحدهما غير مقبول إطلاقاً، فمثلاً تمَّ الاعتداء على طبيب أفغاني ومريضته من قبل حشد غاضب من العوام بعد أن اكتشفوا أنَّ الاثنين كانا في غرفة الفحص بمفردهما.

## الغزو السوفياتي لأفغانستان
خلال الغزو السوفيتي لأفغانستان اختطفت القوات السوفياتيَّة نساءً أفغانيَّات أثناء اجتياحها للبلاد بحثاً عن المجاهدين، وتمَّ توثيق العديد من هذه الحالات في تشرين الثاني 1980 في عدِّة مناطق بما في ذلك لاغمان وكاما وكابول وغيرها، وقد اعتبرت النساء اللواتي تعرضن للاغتصاب من قبل الجنود السوفيت غير مرغوبٍ فيهنَّ من قبل عائلاتهنَّ عندما يعدن إليها.

## حركة طالبان
أفادت منظمة العفو الدولية في عام 2015 أنَّ حركة طالبان قد انخرطت في عمليات قتل جماعي واغتصاب جماعي للنساء والأطفال المدنيِّين الأفغان في قندز، حتى أنَّ مقاتلي طالبان قد قتلوا واغتصبوا النساء أقاربَ قادة الشرطة والجنود الحكوميِّين، وقتلوا واغتصبوا أيضاً القابلات اللواتي اتهمن بتوفير خدمات الصحة الإنجابيَّة المحظورة للنساء في المدينة، وقد وصفت إحدى الناشطات في مجال حقوق الإنسان الوضع بقولها: 
«زعمت حركة طالبان عندما سيطرت على قندز أنَّها جلبت القانون والنظام والشريعة للمدينة، ولكنَّ كلَّ ما فعلوه كان انتهاكاً للقانون والشريعة، لا أعرف من يستطيع إنقاذنا من هذا الوضع».